# Європейський радіоастрономічний клуб
Європейський радіоастрономічний клуб (англ. European Radio Astronomy Club, ERAC) — європейська організація, яка об'єднує радіоастрономів і радіоаматорів, видає друкований інформаційний бюлетень, проводить Міжнародні конгреси з радіоастрономії та володіє кількома невеликими радіотелескопами. Клуб налічує понад 350 членів у 19 країнах з пропорційною кількістю професіоналів і аматорів. Штаб-квартира знаходиться в Мангаймі в Німеччині.
Клуб був заснований у 1995 році Пітером Райтом, який мав ідею написати невеликий інформаційний бюлетень для радіоастрономічної спільноти з 15 осіб, яка до цього часу була пов’язана лише листуванням. 
Європейський радіоастрономічний клуб регулярно проводить Міжнародний конгрес з радіоастрономії, в якому беруть участь вчені з усього світу. Зустрічі в 1997, 2000 і 2003 роках проводилися в обсерваторії Штаркенбург в Геппенгаймі, а з 2006 року переїхали в Гайдельберг.
У 1995 році Європейський радіоастрономічний клуб представив дизайн недорогого конвертера UEK21, який у поєднанні з короткохвильовим приймачем та саморобною параболічною антеною дозволяв виявляти радіолінію водню 21 см.